# Stephen Fry
Sir Stephen John Fry (Hampstead, Londen, 24 augustus 1957) is een Engelse komiek, schrijver, acteur en presentator.

## Biografie
Fry studeerde aan het Queens College in Cambridge. Hij heeft veel samengewerkt met Hugh Laurie: samen zijn ze bekend als Fry & Laurie. Hun samenwerking begon al in Cambridge bij de studententoneelgroep Footlights. Ook de schrijver Douglas Adams, met wie hij bevriend was, had hij daar leren kennen.
In 2006 maakte Stephen Fry de tweedelige BBC-documentaire Stephen Fry - The Secret Life of the Manic Depressive, waarin hij uit de kast komt als lijder aan een cyclothyme stoornis, een type manisch-depressieve stoornis. Hij interviewt bekende en minder bekende mensen die dezelfde ziekte hebben en vertelt over zijn extreme stemmingen aan de hand van voorbeelden uit zijn eigen leven: hoe het op zijn zeventiende begon met een manische periode en hoe hij pas op zijn zevenendertigste, naar aanleiding van een zware depressie, bij de juiste arts terechtkwam waar hij de diagnose te horen kreeg. Voor deze documentaire won hij de Emmy Award voor beste documentaire. In 2007 maakte hij een tweedelige documentairereeks over hiv en aids, genaamd HIV and Me.
In de serie Stephen Fry in America ging Fry op zoek naar het dagelijkse leven in de Verenigde Staten. Hij bezocht Harvard, een heks, ijsfabrikant Ben & Jerry's, een duikboot, Wikipedia-oprichter Jimmy Wales, gangsters en andere onderwerpen. In de serie Fry's Planet Word uit 2011 neemt Fry de kijker mee in de wereld van taal. Hoe leren we taal? Hoe schrijven we taal? En waarom verliezen wij het soms? 
In het najaar van 2011 werkte Fry mee aan het album 50 Words For Snow van Kate Bush. In het gelijknamige lied geeft zijn stem in allerlei talen 49 synoniemen/benamingen voor het woord "sneeuw" (de 50ste is "sneeuw" zelf).
Stephen Fry was een van de eerste beroemdheden die gebruik maakten van Twitter. Hij heeft veel gedaan om deze webdienst populair te maken.
In de filmtrilogie The Hobbit speelt hij 'The Master of Laketown', de hebzuchtige, maar intelligente gekozen leider van Meerstad (Laketown of Esgaroth). In december 2013 was hij te zien in het tweede deel The Desolation of Smaug en in december 2014  in de afsluitende Hobbit-film The Battle of the Five Armies.
Stephen Fry woont in Norfolk, Londen en Hollywood. Begin 2015 trouwde hij met zijn 30 jaar jongere vriend Elliott Spencer. In 2018 werd hij geopereerd wegens prostaatkanker.
In 2025 werd Fry door koning Charles III geridderd wegens zijn verdiensten voor geestelijke gezondheid, milieu en liefdadigheid. Daaraan is de titel Sir verbonden.
Op 28 maart 2025 kreeg Stephen Fry op voordracht van de Faculteit Letteren een eredoctoraat van de KU Leuven.

## Geschreven werk

### Romans
- The Liar (1992)
- The Hippopotamus (1994)
- Making History (1997)
- The Stars' Tennis Balls (2000, in de VS uitgebracht als Revenge: A Novel)
- Mythos. A Retelling of the Myths of Ancient Greece (2018)
- Heroes. Mortals and Monsters Quests and Adventures (2018)
- Troy : Our Greatest Story Retold (2020)

### Andere boeken
- Paperweight (verzamelde artikelen) (1992)
- Moab Is My Washpot (autobiografie, deel 1) (1997)
- Rescuing the Spectacled Bear: A Peruvian Diary (2002)
- Stephen Fry's Incomplete and Utter History of Classical Music (2004)
- The Ode Less Travelled: Unlocking the Poet Within (2005)
- The Fry Chronicles (autobiografie, deel 2) (2010)
- More Fool Me: A Memoir (autobiografie, deel 3) (2014)

### Tv-scripts
- A Bit of Fry & Laurie (1990) ISBN 0749307056
- A Bit More Fry & Laurie (1991) ISBN 0749310766
- 3 Bits of Fry & Laurie (1992) ISBN 0749317019
- Fry & Laurie Bit No. 4 (1995) ISBN 0749319674

### Toneel
- Latin! or Tobacco and Boys (1979, uitgebracht in Paperweight). Won de Fringe First tijdens de Edinburgh Festival Fringe in 1980.

### Musical
- Me and My Girl (bewerking van Lupino Lanes script) (1984)

## Optredens (incompleet)

### Televisie
- The Young Ones (1984) als tegenspeler in gameshow. Aflevering 'Bambi'
- Blackadder
- Whose Line Is It Anyway?
- A Bit of Fry and Laurie (1987 pilot, 1989, 1990, 1991, 1995)
- The New Statesman (1989, 1 aflevering)
- Jeeves and Wooster (1990-93)
- Common Pursuit (1992)
- Gormenghast (2000)
- QI (2003-2016)
- Kingdom (2007-2009)
- Bones (2007, 2009) als Dr. Gordon Wyatt (2007- 2009, 4 afleveringen)
- 24: Live Another Day (2014) als minister-president Alastair Davies
- Mickey and the Roadster Racers (2019) als Dr. Waddleton Crutchley (stem)
- Sex Education (2020) als NSQC Quizmaster
- It's a Sin (2021) als Arthur Garrison
- The Simpsons (2021) als Terrance (stem)
- The Dropout (2022) als Ian Gibbons
- The Sandman (2022) als Fiddlers Green
- Heartstopper (2022-2024) als headmaster Barnes (stem)
- Star Wars: Skeleton Crew (2025) als The Supervisor (stem)

### Film
- A Fish Called Wanda (1988)
- Peter's Friends (1992)
- I.Q. (1994)
- Wilde (over Oscar Wilde) (1997)
- Spice World (1997)
- A Civil Action (1998)
- Gosford Park (2001)
- The Discovery of Heaven (2001)
- Thunderpants (2002)
- The Life and Death of Peter Sellers (2004)
- The Hitchhiker's Guide to the Galaxy (2005)
- Tom Brown's Schooldays (film) (2005)
- Stormbreaker (2006)
- V for Vendetta (2006)
- Eichmann (2007)
- Alice in Wonderland (2010)
- Sherlock Holmes: A Game of Shadows (2011)
- The Hobbit: The Desolation of Smaug (2013)
- The Hobbit: The Battle of the Five Armies (2014)
- Love and Friendship (2016)
- Alice Through the Looking Glass (2016)
- Red, White & Royal Blue (film) (2023)

### Documentaire
- Stephen Fry: The Secret Life of the Manic Depressive (2006)
- HIV and Me (2007)
- Stephen Fry and the Gutenberg Press (2008)
- Stephen Fry in America (2008)
- Last Chance To See (2009)
- Stephen Fry on Wagner (2010)
- Fry's Planet Word (2011)
- Stephen Fry: Out There (2013)
- Willem and Frida. Defying Nazis (2023) over de rol van Frieda Belinfante en Willem Arondéus in het Nederlandse verzet.

### Toneel
- The Common Pursuit (1988)
- Cell Mates, door Simon Gray (1995)

### Radio
- Saturday Night Fry (1988, BBC Radio 4, zes uitzendingen)
- A Bit of Fry and Laurie (1994, BBC Radio 4)
- I'm sorry I haven't a clue (sinds 2009, BBC Radio 4)

### Computerspellen
- Harry Potter en de Geheime Kamer (2002)
- Harry Potter en de Gevangene van Azkaban (2003)
- Harry Potter en de Vuurbeker (2005)
- Fable II (2008)
- Fable III (2010)
- LittleBigPlanet (2008)
- LittleBigPlanet 2 (2011)

## Varia
- Op 21 april 2021 werd Stephen Fry benoemd tot commandeur in de Griekse Orde van de Feniks voor "zijn bijdrage aan het vergroten van de kennis over Griekenland in het Verenigd Koninkrijk en het versterken van de banden tussen beide landen."[3]